# Collegio plurinominale Umbria - 01 (Senato della Repubblica)
Il collegio elettorale plurinominale Umbria - 01 è un collegio elettorale plurinominale della Repubblica Italiana per l'elezione del Senato.

## Territorio
Come previsto dalla legge elettorale italiana del 2017, il collegio è stato definito tramite decreto legislativo all'interno della circoscrizione Umbria.
Il collegio corrisponde all'intera regione Umbria e conteneva i due collegi uninominali del 2017 Umbria - 01 (Perugia) e Umbria - 02 (Terni).
Dal 2020 coincide con l'unico collegio uninominale della regione.

## XVIII legislatura

### Risultati elettorali
| Liste          | Liste                               | Proporzionale | Proporzionale | Proporzionale | Maggioritario | Maggioritario | Maggioritario |  |
| Liste          | Liste                               | Voti          | %             | Seggi         | Voti          | %             | Seggi         |  |
| -------------- | ----------------------------------- | ------------- | ------------- | ------------- | ------------- | ------------- | ------------- |  |
|                | Lega                                | 96 080        | 20,28         | 1             | 176 526       | 37,26         | 2             |  |
|                | Forza Italia                        | 55 131        | 11,64         | 1             | 176 526       | 37,26         | 2             |  |
|                | Fratelli d'Italia                   | 23 115        | 4,88          | –             | 176 526       | 37,26         | 2             |  |
|                | Noi con l'Italia – UDC              | 2 200         | 0,46          | –             | 176 526       | 37,26         | 2             |  |
|                | Partito Democratico                 | 120 714       | 25,48         | 2             | 132 094       | 27,88         | –             |  |
|                | +Europa                             | 8 008         | 1,69          | –             | 132 094       | 27,88         | –             |  |
|                | Italia Europa Insieme               | 1 694         | 0,36          | –             | 132 094       | 27,88         | –             |  |
|                | Civica Popolare                     | 1 678         | 0,35          | –             | 132 094       | 27,88         | –             |  |
|                | Movimento 5 Stelle                  | 128 101       | 27,04         | 1             | 128 101       | 27,04         | –             |  |
|                | Liberi e Uguali                     | 14 204        | 3,00          | –             | 14 204        | 3,00          | –             |  |
|                | Potere al Popolo!                   | 5 825         | 1,23          | –             | 5 825         | 1,23          | –             |  |
|                | CasaPound                           | 5 470         | 1,15          | –             | 5 470         | 1,15          | –             |  |
|                | Partito Comunista                   | 4 099         | 0,87          | –             | 4 099         | 0,87          | –             |  |
|                | Il Popolo della Famiglia            | 3 718         | 0,78          | –             | 3 718         | 0,78          | –             |  |
|                | Italia agli Italiani (FN - MSFT)    | 2 220         | 0,47          | –             | 2 220         | 0,47          | –             |  |
|                | Partito Valore Umano                | 1 064         | 0,22          | –             | 1 064         | 0,22          | –             |  |
|                | Partito Repubblicano Italiano – ALA | 442           | 0,09          | –             | 442           | 0,09          | –             |  |
| Totale         | Totale                              | 473 763       | 100           | 5             | 473 763       | 100           | 2             |  |
|                |                                     |               |               |               |               |               |               |  |
| Schede bianche | Schede bianche                      | 4 974         | 1,02          |               |               |               |               |  |
| Schede nulle   | Schede nulle                        | 8 714         | 1,79          |               |               |               |               |  |
| Votanti        | Votanti                             | 487 451       | 77,97         |               |               |               |               |  |
| Elettori       | Elettori                            | 625 191       |               |               |               |               |               |  |

### Eletti

#### Eletti nei collegi uninominali
Eletti nella coalizione di centro-destra (Lega - FI - FdI - NcI-UDC)
| Collegio uninominale | Eletto | Eletto               | Partito |
| -------------------- | ------ | -------------------- | ------- |
| 1. Perugia           |        | Francesco Zaffini    | FdI     |
| 2. Terni             |        | Donatella Tesei      | Lega    |
| 2. Terni             |        | Valeria Alessandrini | Lega    |

1. ↑  Dimissionaria in data 02.12.2019 (assume la carica di Presidente nella giunta regionale umbra).
2. ↑  Dal 12.03.2020 (eletta in seguito a elezioni suppletive).

#### Eletti nella quota proporzionale
| Movimento 5 Stelle | Partito Democratico            | Lega             | Forza Italia     |
| ------------------ | ------------------------------ | ---------------- | ---------------- |
|                    |                                |                  |                  |
| Stefano Lucidi     | Nadia Ginetti Leonardo Grimani | Luca Briziarelli | Fiammetta Modena |

1. ↑  In data 12.12.2019 aderisce a Lega-Salvini Premier-Partito Sardo d'Azione.
2. ↑  In data 18.09.2019 aderisce a Italia Viva-P.S.I..
3. ↑  In data 18.09.2019 aderisce a Italia Viva-P.S.I.; in data 05.12.2021 al gruppo misto, non iscritti; in data 04.05.2022 alla componente «+Europa - Azione».

## XIX legislatura

### Risultati elettorali
|                               | Fratelli d'Italia                                       | 131 759 | 30,21 | 1 | 199 690 | 45,79 | 1 |  |  |
|                               | Lega per Salvini Premier                                | 34 634  | 7,94  | – | 199 690 | 45,79 | 1 |  |  |
|                               | Forza Italia                                            | 31 294  | 7,18  | – | 199 690 | 45,79 | 1 |  |  |
|                               | Noi Moderati                                            | 2 003   | 0,46  | – | 199 690 | 45,79 | 1 |  |  |
|                               | Partito Democratico - Italia Democratica e Progressista | 93 946  | 21,54 | 1 | 120 154 | 27,55 | – |  |  |
|                               | Alleanza Verdi e Sinistra                               | 15 221  | 3,49  | – | 120 154 | 27,55 | – |  |  |
|                               | +Europa                                                 | 9 133   | 2,09  | – | 120 154 | 27,55 | – |  |  |
|                               | Impegno Civico – Centro Democratico                     | 1 854   | 0,43  | – | 120 154 | 27,55 | – |  |  |
|                               | Movimento 5 Stelle                                      | 55 212  | 12,66 | – | 55 212  | 12,66 | – |  |  |
|                               | Azione - Italia Viva                                    | 35 107  | 8,05  | – | 35 107  | 8,05  | – |  |  |
|                               | Italexit                                                | 7 821   | 1,79  | – | 7 821   | 1,79  | – |  |  |
|                               | Italia Sovrana e Popolare                               | 5 373   | 1,23  | – | 5 373   | 1,23  | – |  |  |
|                               | Partito Comunista Italiano                              | 5 199   | 1,19  | – | 5 199   | 1,19  | – |  |  |
|                               | Unione Popolare                                         | 5 052   | 1,16  | – | 5 052   | 1,16  | – |  |  |
|                               | Vita                                                    | 2 537   | 0,58  | – | 2 537   | 0,58  | – |  |  |
| Totale                        | Totale                                                  | 436 145 | 100   | 2 | 436 145 | 100   | 1 |  |  |
|                               |                                                         |         |       |   |         |       |   |  |  |
| Voti non validi               | Voti non validi                                         | 19 595  | 4,30  |   |         |       |   |  |  |
| Votanti                       | Votanti                                                 | 455 740 | 68,83 |   |         |       |   |  |  |
| Elettori                      | Elettori                                                | 662 094 |       |   |         |       |   |  |  |
|                               |                                                         |         |       |   |         |       |   |  |  |
| Data: 25 settembre 2022       |                                                         |         |       |   |         |       |   |  |  |
| Fonte: Ministero dell'interno |                                                         |         |       |   |         |       |   |  |  |

### Eletti

#### Eletti nei collegi uninominali
Eletti nella coalizione di centro-destra (FdI - Lega - FI - NM)
| Collegio uninominale | Eletto | Eletto            | Partito           |
| -------------------- | ------ | ----------------- | ----------------- |
| 1. Perugia           |        | Francesco Zaffini | Fratelli d'Italia |

#### Eletti nella quota proporzionale
| Fratelli d'Italia | Partito Democratico-IDP |
| ----------------- | ----------------------- |
|                   |                         |
| Antonio Guidi     | Walter Verini           |